# Norman Tebbit

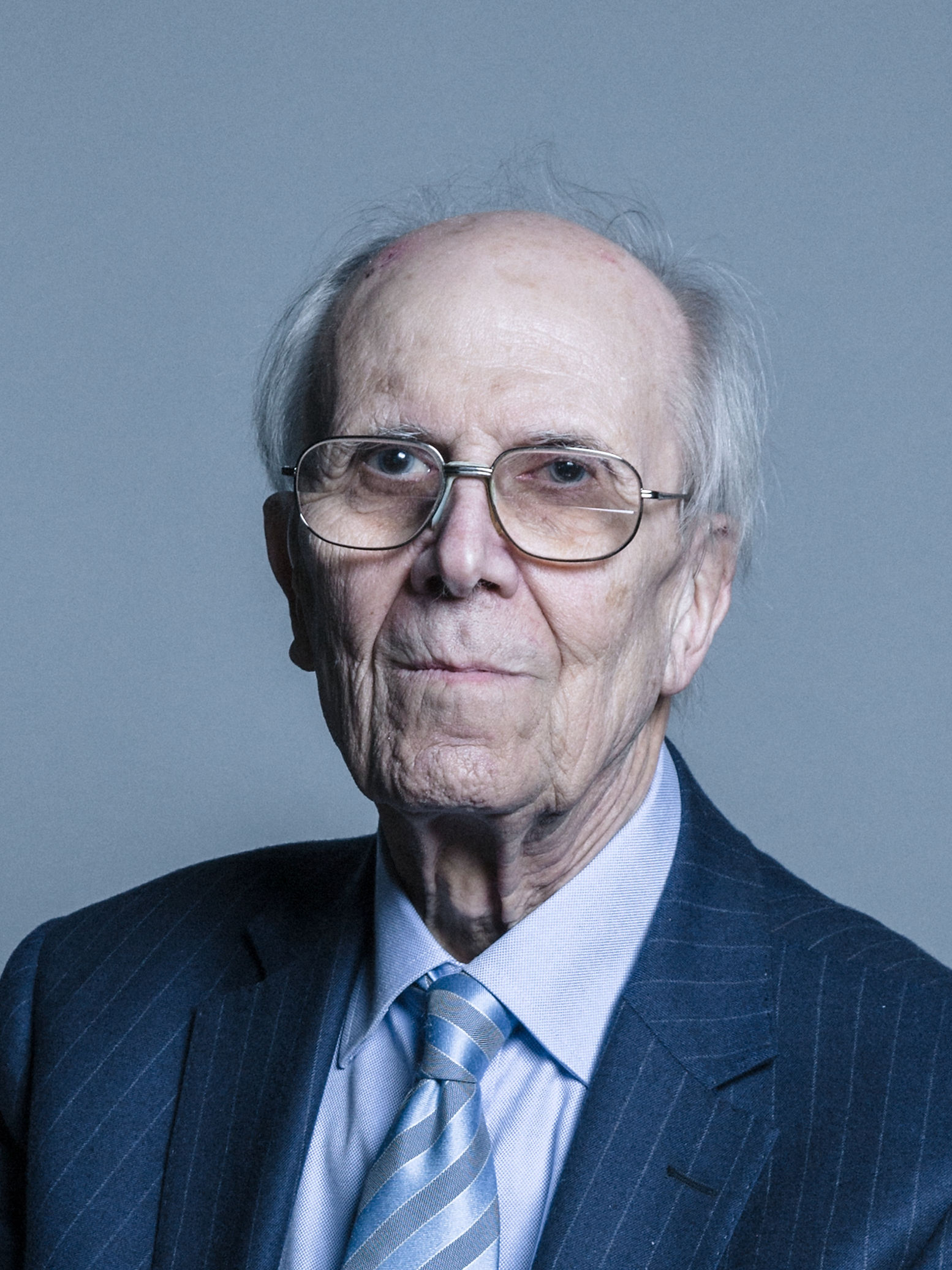
Norman Tebbit, Baron Tebbit, 2017

Norman Beresford Tebbit, Baron Tebbit, CH, PC (* 29. März 1931 in Enfield; † 7. Juli 2025 in Bury St Edmunds) war ein britischer Politiker der Konservativen Partei. 
Von 1970 bis 1992 war er Mitglied des Unterhauses sowie von 1979 bis 1987 Mitglied der britischen Regierung. In den 1980er-Jahren übte er mehrere Ministerämter unter Margaret Thatcher aus und galt als einer ihrer wichtigsten politischen Verbündeten. Tebbit war von 1985 bis 1987 Vorsitzender der Conservative Party. 
Er wurde 1992 zum Peer auf Lebenszeit erhoben und gehörte bis 2022 dem House of Lords an.

## Leben vor der Politik
Tebbit war Journalist der Financial Times, bevor er vier Jahre in der Royal Air Force als Pilot diente. Er flog Gloster Meteor und De Havilland Vampire Maschinen. Danach trat er 1953 in die frühere internationale Luftfahrtgesellschaft BOAC als Pilot ein.

## Parlamentsabgeordneter
Bei der Parlamentswahl 1970 gewann Norman Tebbit den Sitz des Unterhaus-Wahlkreises Epping in der Grafschaft Essex, wobei er den bisherigen Wahlkreisabgeordneten von der Labour Party mit 51,5 zu 48,5 Prozent der Stimmen besiegte. Zur Parlamentswahl im Februar 1974 wurde der Wahlkreis aufgelöst und Tebbit bewarb sich stattdessen im neugebildeten Wahlkreis Chingford im Nordosten von London, wo er ebenfalls gewann und dessen Sitz er bei den folgenden vier Wahlen verteidigte. Dabei steigerte er seinen Stimmenanteil von 43,1 Prozent im Februar 1974 auf 62,2 Prozent bei der Wahl 1987.
Während der Labour-Regierung unter Harold Wilson wurden 1975 sechs Männer (die „Ferrybridge Six“) entlassen, weil sie nach Einführung des closed shop nicht der Gewerkschaft beitraten. Der damalige Arbeitsminister Michael Foot verweigerte ihnen Anspruch auf Arbeitslosengeld mit der Begründung, dass jeder, „der es ablehnt, unter den neuen Arbeitsbedingungen zu arbeiten, so betrachtet wird, als ob er seine eigene Kündigung bewirkt hat“. Tebbit beschuldigte Foot daraufhin des „puren Faschismus“ und stellte Foot als einen „erbitterten Gegner der Freiheit“ dar. In einer berühmten Entgegnung bezeichnete Foot daraufhin Tebbit als einen halb stubenreinen Iltis (a semi-house-trained polecat). Als Tebbit später geadelt wurde und als Baron Tebbit einen Sitz im Oberhaus einnahm, musste er sich ein Wappen auswählen. Er wählte als Bestandteil seines Wappens einen Iltis.
Er wurde ebenfalls bekannt für den „Cricket test“, der auch als „Tebbit Test“ bekannt wurde, in dem er 1990 vorschlug, dass Einwanderer und ihre Nachkommen in Großbritannien nicht als wahre Briten betrachtet werden sollten, bis sie das englische Cricketteam gegen das Team ihres eigenen Herkunftslands unterstützten. Im August 2005, nach den Terroranschlägen am 7. Juli 2005 in London, die von drei jungen Männern pakistanischer und einem Mann jamaikanischer Herkunft ausgeführt wurden, verlangte Tebbit die Rehabilitierung seines Standpunkts.

## Regierungsmitglied

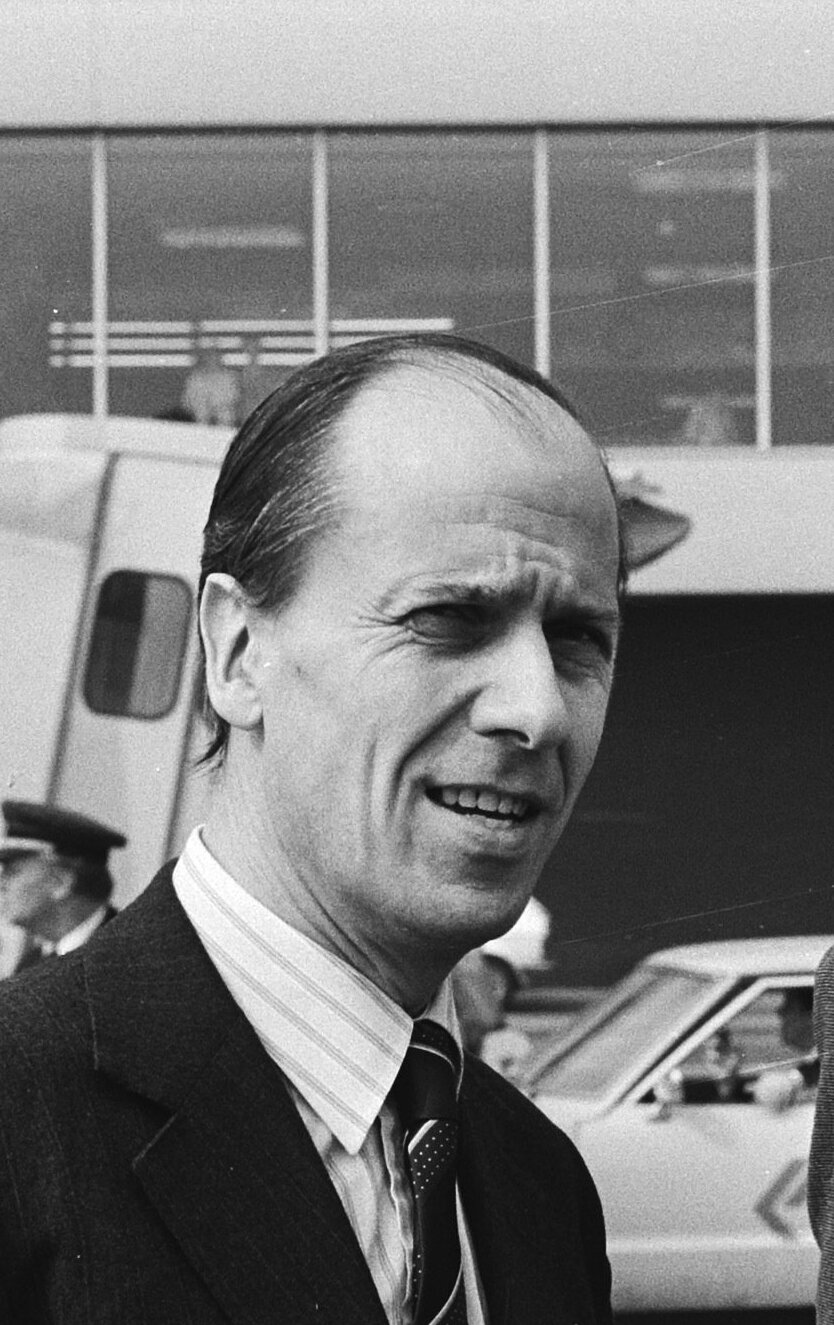
Tebbit im Jahr 1981

Tebbit war ein enger Verbündeter von Margaret Thatcher, unter deren Führung die Konservativen 1979 die Mehrheit im Parlament errangen. Er gehörte ihrem Kabinett unter anderem als Arbeitsminister (September 1981 – Oktober  1983), dann als Minister für Handel und Industrie (Oktober 1983 – September 1985) an.
Nach den städtischen Unruhen in Handsworth und Brixton im Sommer 1981 antwortete Tebbit auf die Annahme, die Unruhen beruhten auf der Arbeitslosigkeit: „Ich wuchs in den 1930er Jahren mit einem arbeitslosen Vater auf. Er beteiligte sich nicht an Unruhen. Er nahm sein Fahrrad, um nach Arbeit zu suchen und er suchte so lange, bis er eine fand.“ Daher rührt ursprünglich der Slogan „get on yer bike“, der Tebbit zugeschrieben wurde.
Der legendäre Bergarbeiterstreik 1984/85, bei dem die britischen Bergarbeiter unter ihrem Gewerkschaftsboss Arthur Scargill mehr als ein Jahr vergeblich gegen Zechenschließungen streikten, leitete die Wende in der Auseinandersetzung zwischen dem Kabinett Thatcher und den britischen Gewerkschaften ein. Tebbit brach in seiner Amtszeit als Arbeitsminister im Kabinett Thatcher daraufhin mit der Tradition des closed shop, der Gewerkschaftszwangsmitgliedschaft in bestimmten Betrieben, verbot flying pickets, fliegende Posten, die Betriebe behindern konnten, ohne Betriebsangehörige zu sein, und verfügte, dass die Gewerkschaftsmitglieder über Streiks abstimmen und nicht mehr die Gewerkschaftsbosse entscheiden. Streiks dürfen unter Androhung von empfindlichen Bußgeldern fortan nur noch zur Verbesserung der Arbeitsbedingungen und Bezahlung, jedoch nicht mehr aus allgemeinpolitischen Gründen geführt werden.
Bei einem Sprengstoffattentat der IRA in Brighton am 12. Oktober 1984 wurde er schwer verletzt. Seine Frau Margaret erlitt eine Querschnittlähmung und war danach dauerhaft auf den Rollstuhl angewiesen. 1987 schied Tebbit als Minister aus dem Kabinett aus, um mehr Zeit für seine Frau zu haben.
Von 1985 bis 1987 war er Vorsitzender (Chairman) der Conservative Party. Anders als bei deutschen Parteien ist dies ein eher administratives Amt und entspricht dem Geschäftsführer der Parteizentrale. Die politische Führung der Partei hatte unterdessen – als party leader – die Premierministerin Thatcher. Mit dem Sinekure-Amt des Chancellor of the Duchy of Lancaster gehörte Tebbit gleichzeitig weiter dem Regierungskabinett an. In dieser Zeit führte er 1986 die Kampagne des rechten Flügels gegen eine Sendung der BBC über das amerikanische Bombardement der libyschen Hauptstadt Tripolis an.

## Erhebung in den Adelsstand
Tebbit entschied sich 1992, bei den Parlamentswahlen nicht als Spitzenkandidat seiner Partei anzutreten, um seiner behinderten Frau mehr Zeit zu widmen. Nach den Wahlen wurde er im selben Jahr zu einem Life Peer als Baron Tebbit, of Chingford im London Borough of Waltham Forest, erhoben und gehörte seitdem dem House of Lords an. Sein früherer Wahlkreis Chingford wurde mit dem von Woodford Green durch Änderungen der Wahlkreisgrenzen zusammengelegt und von seinem Nachfolger und Protégé Iain Duncan Smith für die Conservative Party gehalten.
Tebbit war noch lange eine sehr einflussreiche Figur in der Conservative Party als Vertreter des rechten Parteiflügels und Vizepräsident der konservativen Way Forward-Gruppe. Er blieb ein extremer Euroskeptiker, seine während seiner Karriere erklärten Ansichten zu Rassen und Einwanderung brachten ihm sowohl Unterstützung wie scharfe Kritik ein – sein Spitzname als Parlamentskandidat war „Chingford Skinhead“.
Er provozierte 2004 erneut heftige Reaktionen mit seinem ausgesprochenen Widerstand gegen die Gesetzesvorhaben der britischen Regierung zur gesetzlichen Anerkennung von gleichgeschlechtlichen Partnerschaften.